# طايفه عليجان (مقاطعة إسلام آباد غرب)
طايفه‌عليجان (بالفارسية: طایفه‌علی‌جان) هي قرية تقع في قسم حومة الجنوبي الريفي (مقاطعة إسلام آباد غرب) في إيران. يقدر عدد سكانها بـ 12 نسمة بحسب إحصاء 2016.